# Morossidina
Morossidina conosciuta anche come moroxydina è un composto, strutturalmente una  biguanidina eterociclica. La molecola è spesso commercializzata come sale cloridrato, ed è stata utilizzata come farmaco antivirale in Europa nel periodo compreso tra gli anni 1960 ed il 1985, quindi "dimenticata". Morossidina ha uno spettro di attività che comprende un certo numero di virus a DNA e RNA. Il farmaco è stato scoperto e sviluppato negli anni Cinquanta, ed originariamente venne impiegato nel trattamento dell'influenza.

## Farmacodinamica
Anche se il suo meccanismo di azione non è completamente noto morossidina sembra inibire l'attività della DNA polimerasi virale. Inoltre legandosi a specifici recettori sulla superficie cellulare sembra influenzare il sistema virus-cellula ospite, ostacolando ed impedendo la penetrazione dei virus.
La molecola è attiva contro herpes simplex virus (HSV) e virus varicella-zoster (VZV). In vitro ha dimostrato attività anche nei confronti del virus respiratorio sinciziale (RSV).
Morossidina è priva di effetti antistaminici, spasmolitico o ipoglicemici, e può essere usata da sola od in combinazione con altri farmaci: l'efficacia terapeutica migliora con agenti che determinano xerostomia, come ad esempio atropina e scopolamina.

## Farmacocinetica
Dopo somministrazione per via orale la molecola è facilmente assorbita dalla mucosa del tratto gastrointestinale e non tende ad accumularsi nell'organismo essendo rapidamente escreta.

## Usi clinici
Il farmaco, oltre che nel trattamento dell'influenza e del raffreddore comune, è stato impiegato per via orale e topica nella prevenzione e nel trattamento delle infezioni da herpes simplex virus e da virus varicella-zoster, nella parotite acuta e nel morbillo.

## Effetti collaterali e indesiderati
Nel corso del trattamento gli effetti avversi segnalati con maggiore frequenza consistono in astenia, secchezza delle fauci, cefalea, disturbi del sonno, visione alterata, stipsi.

## Controindicazioni
Morossidina è controindicata nei soggetti con ipersensibilità nota al principio attivo oppure ad uno qualsiasi degli eccipienti utilizzati nella forma farmaceutica.
Le formulazioni in cui morossidina è associata a molecole ad attività anticolinergica, sono controindicate nei soggetti affetti da glaucoma ad angolo chiuso o da ipertrofia prostatica.

## Dosi terapeutiche
Nei soggetti adulti per la profilassi viene consigliata l'assunzione di una compressa da 100 mg, tre volte al giorno.
Il trattamento prevede l'assunzione di dosaggi doppi, ovvero due compresse da 100 mg, sempre tre volte al giorno.